# La Vie sur leurs épaules
Pour plus de détails, voir Fiche technique et Distribution.
La Vie sur leurs épaules (Sırtlarındaki Hayat) est un film documentaire turc réalisé par Yeşim Ustaoğlu, sorti en 2004.

## Fiche technique
- Titre original : Sırtlarındaki Hayat
- Titre français : La Vie sur leurs épaules
- Réalisation : Yeşim Ustaoğlu
- Pays d'origine : Turquie
- Format : Couleurs - 35 mm
- Genre : documentaire
- Durée : 38 minutes
- Date de sortie : 2004